# Danzas sinfónicas (Grieg)
Los cuatro Danzas sinfónicas del compositor noruego Edvard Grieg, forman la colección anotada como Op. 64. Fueron compuestas hacia 1896 y publicadas en 1897. La inspiración proviene de melodías populares noruegas recolectadas por Ludvig Mathias Lindeman.
- Danza n.º 1, sol mayor, Allegro moderato e marcato
- Danza n.º 2, la mayor, Allegretto grazioso
- Danza n.º 3, re mayor, Allegro giocoso
- Danza n.º 4, la menor, Andante: Allegro risoluto

## Orquestación
Está orquestada para flautín, dos flautas, dos oboes, dos clarinetes en si bemol, dos fagotes, cuatro trompas en fa, dos trompetas en fa, dos trombones tenores, trombón bajo, tuba, timbal y cuerdas.